# عباس‌آباد (اردبیل)
عباس‌آباد یکی از روستاهای استان اردبیل، شهرستان اردبیل، بخش هیر، دهستان فولادلوی جنوبی می‌باشد.
روستایی در فاصلهٔ ۴۰ کیلومتری شهر اردبیل این روستا یکی از بلندترین مناطق مسکونی است که سالانه گردشگران زیادی را به سمت خود جذب می‌کند.

## راه دسترسی
برای رسیدن به این روستا دو راه وجود دارد یکی از طرف اردبیل – خلخال و دیگری از سمت گیلان روستای سوباتان و دریاچه زیبای نئور

## جمعیّت
بر اساس سرشماری سال ۱۳۸۵ جمعیّت این روستا ۱۴۵ نفر با ۲۴ خانوار بوده‌است